# 케이 톰슨
케이 톰슨(Catherine Louise Fink, 1909년 11월 9일 ~ 1998년 7월 2일)은 미국의 배우, 작곡가, 작가, 가수, 연극 배우, 영화배우이다.
세인트루이스에서 태어났으며 뉴욕에서 사망하였다. 사인은 질병이다.

## 영화
- 엘로이즈 무도회 소동 (2003년)
- 엘로이즈의 크리스마스 소동 (2003년)
- 텔 미 댓 유 러브 미, 주니 문 (1970년)
- 화니 페이스 (1957년)
- 지그펠드 폴리스 (1946년)
- 자매와 수병 (1944년)
- 맨하튼 메리-고-라운드 (1937년)